# آشاغی خاروشا
آشاغی خاروشا (به لاتین: Ashagy Kharasha) یک منطقه مسکونی در جمهوری آذربایجان است که در شهرستان قوبا واقع شده است.